# Erinn Westbrook
Erinn Veronica Westbrook (Long Island, 12 de enero de 1988) es una actriz, cantante, bailarina y modelo estadounidense. Es conocida por interpretar a Magnolia Barnard en la serie de humor negro y comedia dramática de Netflix, Insatiable; y a Tabitha Tate en la serie dramática para adolescentes de The CW, Riverdale.

## Primeros años
Nacida en Long Island, Nueva York, Westbrook se trasladó con su familia a Town and Country, Misuri, cuando tenía seis años. Allí asistió a la Escuela John Burroughs, donde fue capitana del equipo de porristas y se graduó en 2006.
Se graduó de la Universidad de Harvard, habiéndose especializado en inglés, literatura y lenguaje estadounidense, con una concentración secundaria en artes dramáticas y una certificación avanzada en español. La décima miembro de su familia en graduarse de dicha universidad, escribió para Harvard Crimson y fue presidenta de Students Taking on Poverty.

## Carrera profesional
Después de realizar pasantías paa CNBC y NBC, Westbrook comenzó su carrera como personalidad al aire de MTV, donde informaba sobre temas juevniles y presentó varios programas. Fue presentadora de MTV Spring Break en 2010, 2011 y 2012. 
En 2012, obtuvo un papel recurrente en Mr. Box Office, sitcom protagonizada por Bill Bellamy, Vivica Fox y Jon Lovitz. Se inició en Los Ángeles como modelo para Ford Models, apareciendo en anuncios de Nike, Vineyard Vines, Seventeen, y Cosmopolitan. En 2013, fue presentada como una de las "Next It Girls de la moda" en Hollywood por Who, What, Wear.
En la quinta temporada de la Glee interpretó a Bree, la capitana del equipo de animadoras. En 2014 se unió al elenco de la serie de comedia Awkward interpretando a Gabby Richards; continuó con su papel durante la quinta temporada. En 2014, las embajadas de Estados Unidos en Singapur, Malasia e Indonesia invitaron a Westbrook a visitar el sudeste asiático como emisario de la cultura y las artes.
En septiembre de 2020 se anunció que Westbrook se uniría al elenco de la quinta temporada de la serie de The CW, Riverdale, para interpretar el personaje de Tabitha Tate, la nieta de Pop Tate que llegó al pueblo para hacerse cargo del negocio familiar, con la esperanza de convertirlo en una franquicia.

## Filmografía

### Cine
| Año  | Título                           | Papel        | Notas        | Ref. |
| ---- | -------------------------------- | ------------ | ------------ | ---- |
| 2012 | The Debut                        | Sofia Cross  | Cortometraje |      |
| 2013 | In a World...                    | Extra        |              |      |
| 2016 | 72 Hours: A Brooklyn Love Story? | Jazz         |              |      |
| 2021 | 7th & Union                      | Marie taylor |              |      |

### Televisión
| Año       | Título                   | Papel             | Notas                                                                         | Ref.   |
| --------- | ------------------------ | ----------------- | ----------------------------------------------------------------------------- | ------ |
| 2009-2011 | Movers & Changers        | Ella Misma        | 12 episodios                                                                  |        |
| 2011      | 1000 Ways to Die         | Angela            | Episodio: "Wait, Don't Tell Me - You're Dead"                                 |        |
| 2012      | Switched at Birth        | Jessica           | Episodio: "Expulsion from the Garden of Eden"                                 |        |
| 2012-2013 | Mr. Box Office           | Danielle          | 22 episodios                                                                  |        |
| 2013      | Dog with a Blog          | Remy              | Episodio: "Guess Who's a Cheerleader"                                         |        |
| 2013      | Twisted                  | Sydney            | Episodio: "Out with the In-Crowd"                                             |        |
| 2013      | See Dad Run              | Meredith          | 2 episodios                                                                   |        |
| 2013      | Glee                     | Bree              | 7 episodios                                                                   |        |
| 2014      | Supernatural             | Tamara            | Episodio: "Bloodlines"                                                        |        |
| 2014      | Bones                    | Brenda            | Episodio: "The Purging of the Pundit"                                         |        |
| 2014-2016 | Awkward                  | Gaby Richards     | 17 episodios                                                                  |        |
| 2015      | Constantine              | Lily              | Episodio: "A Whole World Out There"                                           |        |
| 2015      | Stitchers                | Nikki Fox         | Episodio: "Finally"                                                           |        |
| 2015      | NCIS                     | Hanna Friedgen    | Episodio: "Day In Court"                                                      |        |
| 2016      | Jane the Virgin          | Natalie Tanner    | 2 episodios                                                                   |        |
| 2016      | The Night Shift          | Kelly Anne        | Episodio: "Get Busy Livin'"                                                   |        |
| 2016      | How To Be A Vampire      | Klara             | 5 episodios                                                                   |        |
| 2017      | Love on the Vines        | Liz Preston       | Película para televisión                                                      |        |
| 2017      | Life After First Failure | Mandi-Ann Deandre | 3 episodios                                                                   |        |
| 2017      | The Tap                  | Gloria Murphy     | Piloto para USA Network pilot                                                 |        |
| 2018-2019 | Insatiable               | Magnolia Barnard  | Papel principal; 19 episodios                                                 | [ 10 ] |
| 2018      | Legacies                 | Cassie            | Episodio: "Death Keeps Knocking on My Door"                                   |        |
| 2019      | The Resident             | Adaku Eze         | 7 episodios                                                                   |        |
| 2021-2023 | Riverdale                | Tabitha Tate      | Papel principal (temporada 5-7), invitada especial (temporada 7); 37 episodes | [ 11 ] |
| 2021      | Advice By Love           | Kendall Turner    |                                                                               | [ 12 ] |